# بطولة آسيا لكرة القدم الشاطئية 2011
بطولة آسيا كرة القدم الشاطئية لعام 2011 هي البطولة القارية لكرة القدم الشاطئية (بطولة آسيا لكرة القدم الشاطئية)، التي جرت في الفترة من 27 فبراير إلى 4 مارس 2011، في مسقط، سلطنة عمان، حيث شهدت البطولة مغادرة دبي للمرة الأولى. قررت منظمة كرة الشاطئ العالمية والفيفا نقل موقع البطولة إلى مجمع مدينة المصنعة الرياضية في ولاية المصنعة، مسقط، بسبب نجاح دورة الألعاب الآسيوية الشاطئية لعام 2010 التي أقيمت هناك.
حصل المتأهلان للتصفيات النهائية، والفائز بالمركز الثالث، على التأهل لتمثيل آسيا في كأس العالم لكرة القدم الشاطئية 2011 في رافينا، إيطاليا، وهم منتخب اليابان، الذي فاز بالبطولة للمرة الثانية على التوالي، ومنتخب عمان الذي احتل المركز الثاني، وتأهل إلى كأس العالم للمرة الأولى، ومنتخب إيران الذي تغلب على الإمارات العربية المتحدة في المركز الثالث في التصفيات، للتأهل عن طريق احتلاله المركز الثالث للمرة الرابعة.

## الفرق المشاركة
سجلت البطولة 11 فريقًا، بزيادة أربعة فرق بعد السبعة التي شاركت في تصفيات 2009 أكدت مشاركتها في المسابقة، مع العديد من الوافدين الجدد، مما يدل على الشعبية المتزايدة للرياضة.
| - البحرين - الصين - إندونيسيا - إيران - العراق - اليابان | - الكويت - عمان - سوريا - الإمارات العربية المتحدة - أوزبكستان |

كان من المقرر أن يشارك 15 فريقًا، بما في ذلك أفغانستان وفلسطين وقطر واليمن. ومع ذلك، انسحبت الدول الأربع من البطولة لسبب غير معلوم.

## مرحلة المجموعات
تم إجراء قرعة تقسيم الفرق الإحدى عشر إلى المجموعات الثلاث التالية في 24 فبراير 2011. بدأت مرحلة المجموعة في 27 فبراير 2011 وتألفت من كل دولة تلعب ضد الأخرى مرة واحدة في شكل جولة واحدة. للتأهل إلى ربع النهائي، يجب أن يكون الفريق قد أنهى ضمن أول اثنين من كل مجموعة أو أن يكون واحد من أفضل اثنين فريقين احتلوا المركز الثالث من كل مجموعة.
| مفتاح الألوان في جدول المجموعات | مفتاح الألوان في جدول المجموعات                                                            |
| ------------------------------- | ------------------------------------------------------------------------------------------ |
|                                 | يتأهل إلى الدور ربع النهائي أصحاب المراكز الأول والوصيف وأفضل فريقين احتلوا المركز الثالث. |

### المجموعة A
| الفريق | مباريات | فوز | W+ | هزيمة | هدف له | هدف عليه | فارق الأهداف | نقاط |
| ------ | ------- | --- | -- | ----- | ------ | -------- | ------------ | ---- |
| عمان   | 3       | 3   | 0  | 0     | 20     | 9        | +11          | 9    |
| الصين  | 3       | 2   | 0  | 1     | 9      | 4        | +5           | 6    |
| العراق | 3       | 0   | 1  | 2     | 10     | 20       | −10          | 2    |
| الكويت | 3       | 0   | 0  | 3     | 11     | 17       | −6           | 0    |

| الصين                    | 5 – 2  | العراق  |
| ------------------------ | ------ | ------- |
| 6'، 17' · 15'، 33' · 36' | Report | 2' · 8' |

| الكويت                                | 6 – 8  | عمان                                     |
| ------------------------------------- | ------ | ---------------------------------------- |
| 9'، 13' · 11'، 29' · 26' (ه.ذ.) · 28' | Report | 3'، 7' · 4' · 10' · 20' · 21' · 33'، 35' |

| الصين                | 4 – 1  | الكويت |
| -------------------- | ------ | ------ |
| 17' · 25'، 26' · 28' | Report | 15'    |

| عمان                                                     | 11 – 3 | العراق        |
| -------------------------------------------------------- | ------ | ------------- |
| 1'، 19'، 36'، 36' · 15' · 24'، 32' · 26'، 35' · 28'، 29' | Report | 5'، 36' · 32' |

| العراق                  | 5 – 4 (ب.و.إ.) | الكويت             |
| ----------------------- | -------------- | ------------------ |
| 7'، 14'، 18'، 39' · 27' | Report         | 6'، 12'، 35' · 17' |

| عمان | 1 – 0  | الصين |
| ---- | ------ | ----- |
| 2'   | Report |       |

### المجموعة B
| الفريق  | مباريات | فوز | W+ | هزيمة | هدف له | هدف عليه | فارق الأهداف | نقاط |
| ------- | ------- | --- | -- | ----- | ------ | -------- | ------------ | ---- |
| إيران   | 2       | 1   | 1  | 0     | 10     | 4        | +6           | 5    |
| اليابان | 2       | 1   | 0  | 1     | 13     | 9        | +4           | 3    |
| سوريا   | 2       | 0   | 0  | 2     | 4      | 14       | −10          | 0    |

| اليابان                                      | 9 – 4  | سوريا                 |
| -------------------------------------------- | ------ | --------------------- |
| 2'، 17'، 22' · 5'، 30'، 35' · 29' · 33'، 33' | Report | 10' · 17' · 26' · 33' |

| إيران                     | 5 – 0  | سوريا |
| ------------------------- | ------ | ----- |
| 6'، 21' · 18' · 23' · 35' | Report |       |

| اليابان             | 4 – 5 (ب.و.إ.) | إيران                     |
| ------------------- | -------------- | ------------------------- |
| 4' · 20'، 24' · 38' | Report         | 9' · 12'، 18' · 37' · 39' |

### المجموعة C
| الفريق                   | مباريات | فوز | W+ | هزيمة | هدف له | هدف عليه | فارق الأهداف | نقاط |
| ------------------------ | ------- | --- | -- | ----- | ------ | -------- | ------------ | ---- |
| الإمارات العربية المتحدة | 3       | 3   | 0  | 0     | 12     | 3        | +9           | 9    |
| البحرين                  | 3       | 2   | 0  | 1     | 10     | 9        | +1           | 6    |
| أوزبكستان                | 3       | 1   | 0  | 2     | 11     | 9        | +2           | 3    |
| إندونيسيا                | 3       | 0   | 0  | 3     | 6      | 18       | −12          | 0    |

| البحرين              | 4 – 3  | أوزبكستان    |
| -------------------- | ------ | ------------ |
| 17' · 17'، 18' · 18' | Report | 7' · 9'، 15' |

| إندونيسيا | 1 – 6  | الإمارات العربية المتحدة       |
| --------- | ------ | ------------------------------ |
| 1'        | Report | 7' · 9' · 13'، 28' · 19' · 32' |

| البحرين                   | 5 – 2  | إندونيسيا |
| ------------------------- | ------ | --------- |
| 6'، 10' · 14' · 16' · 25' | Report | 5' · 10'  |

| الإمارات العربية المتحدة | 2 – 1  | أوزبكستان |
| ------------------------ | ------ | --------- |
| 1' · 2'                  | Report | 13'       |

| أوزبكستان                         | 7 – 3  | إندونيسيا      |
| --------------------------------- | ------ | -------------- |
| 4'، 30' · 9'، 22' · 26'، 27'، 36' | Report | 6' · 16' · 22' |

| الإمارات العربية المتحدة | 4 – 1  | البحرين |
| ------------------------ | ------ | ------- |
| 4' · 13' · 24' · 34'     | Report | 33'     |

### تحديد المتأهلين من المركز الثالث بكل مجموعة
نظرًا لأن بعض المجموعات تحتوي على أربعة فرق وأخرى تحتوي على ثلاثة، فإن المباريات ضد الفريق صاحب المركز الرابع في كل مجموعة غير مدرجة في هذا الترتيب.
| الفريق    | مباريات | فوز | W+ | هزيمة | هدف له | هدف عليه | فارق الأهداف | نقاط |
| --------- | ------- | --- | -- | ----- | ------ | -------- | ------------ | ---- |
| أوزبكستان | 2       | 0   | 0  | 2     | 4      | 6        | −2           | 0    |
| سوريا     | 2       | 0   | 0  | 2     | 4      | 14       | −10          | 0    |
| العراق    | 2       | 0   | 0  | 2     | 5      | 16       | −11          | 0    |

## مرحلة خروج المغلوب
|  | ربع النهائي              | ربع النهائي              |             |                          | نصف النهائي   | نصف النهائي   |  |  | النهائي     | النهائي |
|  |                          |                          |             |                          |               |               |  |  |             |         |
|  | 2 مارس 2011              |                          |             |                          |               |               |  |  |             |         |
|  |                          |                          |             |                          |               |               |  |  |             |         |
|  | إيران                    | 5                        |             |                          |               |               |  |  |             |         |
|  | إيران                    | 5                        | 3 مارس 2011 |                          |               |               |  |  |             |         |
|  | أوزبكستان                | 3                        |             |                          |               |               |  |  |             |         |
|  | أوزبكستان                | 3                        | إيران       | 2 (0)                    |               |               |  |  |             |         |
|  | 2 مارس 2011              |                          | إيران       | 2 (0)                    |               |               |  |  |             |         |
|  |                          | عمان (pen.)              | 2 (1)       |                          |               |               |  |  |             |         |
|  | عمان                     | عمان (pen.)              | 2 (1)       | 5                        |               |               |  |  |             |         |
|  | عمان                     |                          | 4 مارس 2011 | 5                        |               |               |  |  |             |         |
|  | سوريا                    | 2                        |             |                          |               |               |  |  |             |         |
|  | سوريا                    | 2                        | عمان        | 1                        |               |               |  |  |             |         |
|  | 2 مارس 2011              |                          | عمان        | 1                        |               |               |  |  |             |         |
|  |                          | اليابان                  | 2           |                          |               |               |  |  |             |         |
|  | اليابان                  | اليابان                  | 2           | 6                        |               |               |  |  |             |         |
|  | اليابان                  | 3 مارس 2011              |             | 6                        |               |               |  |  |             |         |
|  | البحرين                  | 2                        |             |                          |               |               |  |  |             |         |
|  | البحرين                  | 2                        | اليابان     | 2                        | المركز الثالث | المركز الثالث |  |  |             |         |
|  | 2 مارس 2011              |                          | اليابان     | 2                        | المركز الثالث | المركز الثالث |  |  |             |         |
|  |                          | الإمارات العربية المتحدة | 1           |                          |               |               |  |  |             |         |
|  | الإمارات العربية المتحدة | الإمارات العربية المتحدة | 1           | 5                        | إيران         | 6             |  |  |             |         |
|  | الإمارات العربية المتحدة |                          |             | 5                        | إيران         | 6             |  |  |             |         |
|  | الصين                    | 1                        |             | الإمارات العربية المتحدة | 2             |               |  |  |             |         |
|  | الصين                    | 1                        |             |                          | 2             |               |  |  |             |         |
|  |                          |                          |             |                          |               |               |  |  | 4 مارس 2011 |         |
|  |                          |                          |             |                          |               |               |  |  |             |         |

### ربع النهائي
| إيران                                                          | 5 – 3  | أوزبكستان                     |
| -------------------------------------------------------------- | ------ | ----------------------------- |
| عبداللهي 15' · أحمد زادة 28' · مسلم مسيغار 29' · حَسني 33'، 36' | Report | ساميغوف 13'، 36' · عزيزوف 26' |

| اليابان                                                                  | 6 – 2  | البحرين       |
| ------------------------------------------------------------------------ | ------ | ------------- |
| ياماوتشي 6'، 36' · أراكاكي 13'، 21' · تاكيشي كاواهارزاوكا 17' · أودا 22' | Report | جمال 25'، 30' |

| الإمارات العربية المتحدة                  | 5 – 1  | الصين       |
| ----------------------------------------- | ------ | ----------- |
| كريم 1'، 4'، 7' · ر.أحمد 3' · رانجابر 36' | Report | كوي هاو 13' |

| عمان                                                  | 5 – 2  | سوريا                |
| ----------------------------------------------------- | ------ | -------------------- |
| ي.العريمي 7'، 20' · الماس 18' · جلال السناني 20'، 27' | Report | ناصف 7' · النجار 34' |

### نصف النهائي
| اليابان                                | 2 – 1  | الإمارات العربية المتحدة |
| -------------------------------------- | ------ | ------------------------ |
| تاكيشي كاواهارازوكا 12' · ياماوتشي 15' | Report | كريم 35'                 |

| إيران                         | 2 – 2 (ب.و.إ.) | عمان                        |
| ----------------------------- | -------------- | --------------------------- |
| أحمد زادة 22' · بولوكباشي 29' | Report         | جلال السناني 5' · الزعبي 9' |
| ركلات الترجيح                 |                |                             |
| مسلم مسيغار                   | 0 – 1          | جلال السناني                |

### مباراة المركز الثالث
| إيران                                                          | 6 – 2  | الإمارات العربية المتحدة |
| -------------------------------------------------------------- | ------ | ------------------------ |
| مسلم مسيغار 1'، 25' · دارا 11'، 36' · حَسني 35' · أحمد زادة 35' | Report | ر.أحمد 18' · صادقي 29'   |

### النهائي
| عمان     | 1 – 2  | اليابان                               |
| -------- | ------ | ------------------------------------- |
| الماس 1' | Report | تاكيشي كاواهارازوكا 26' · أراكاكي 35' |

## الفائز
| بطل بطولة آسيا لكرة القدم الشاطئية |
| ---------------------------------- |
| اليابان للمرة الثانية              |

## الجوائز
| أفضل لاعب          | أفضل لاعب   | أفضل لاعب |
| ------------------ | ----------- | --------- |
| يحيى العريمي       |             |           |
| Top Scorer(s)      |             |           |
| تاكيشي كواهارازوكا | إسحاق الماس |           |
| 8 أهداف            |             |           |
| أفضل حارس مرمى     |             |           |
| شينغو تيروكينا     |             |           |

## الترتيب النهائي
| الترتيب | الفريق                   |
| ------- | ------------------------ |
| 1       | اليابان                  |
| 2       | عمان                     |
| 3       | إيران                    |
| 4       | الإمارات العربية المتحدة |
| 5       | الصين                    |
| 6       | البحرين                  |
| 7       | أوزبكستان                |
| 8       | سوريا                    |
| 9       | العراق                   |
| 10      | الكويت                   |
| 11      | إندونيسيا                |